# Pasegeran
Pasegeran is een bestuurslaag in het regentschap Banjarnegara van de provincie Midden-Java, Indonesië. Pasegeran telt 2531 inwoners (volkstelling 2010).